# History (canção de Olivia Holt)
"History" é uma canção da artista musical estadounidense Olivia Holt, gravada para seu primeiro EP, Olivia (2016). Foi lançada em 21 de novembro de 2016 como segundo single do disco. Foi composta por Evan Bogart, Ailin Caroline, Andrew Goldstein e Emanuel Kiriakou, sendo produzida pelos dois últimos.

## Desempenho nas tabelas musicais

### Posições
| Tabela musical (2017)                 | Melhor posição |
| ------------------------------------- | -------------- |
| Bélgica (Ultratip de Flandres)        | 21             |
| Bélgica (Ultratip da Valônia)         | 29             |
| Eslováquia (IFPI Slovenská Republika) | 31             |
| Chéquia (IFPI Česká Republika)        | 28             |
| Suécia (Sverigetopplistan)            | 32             |
| Países Baixos (MegaCharts)            | 78             |